# Сюй Гань
Сюй Гань (кит. 徐幹) (170 — 218) — китайский поэт и философ времен падения династии Хань, один из «Семи мужей» (Семь литераторов Цзяньань).

## Биография
Происходил из знатной, однако обедневшей семьи. Родился в уезде Бейхай префектуры Цзу (часть современной провинции Шаньдун). Получил классическое образование, в юности проявил способности к науке. Впоследствии некоторое время занимал государственные должности при местном правительстве. С началом мятежа во главе с Дун Чжо оставил город Линцзи и укрылся на полуострове Шаньдун. Вскоре оказался при дворе Цао Цао, подружился с будущим императором Цао Пи. Умер во время эпидемии неизвестной болезни в 218 году.

## Философия
Был автором философского трактата «Чжунлунь» 中論, где устанавливалась связь между именами и действительностью, их взаимовлияние друг на друга, а также на судьбу хозяина имени.

## Поэзия
Был одним из «Семи мужей» — известной группы поэтов периода упадка династии Хань. Употреблял жанр юефу. Примером являются стихи «Фан-фу», «Сюань-фу».